# Yū Hirakawa
Yu Hirakawa (japanisch 平河 悠 Hirakawa Yū; * 3. Januar 2001 in Kashima, Präfektur Saga) ist ein japanischer Fußballspieler.

## Karriere
Yū Hirakawa erlernte das Fußballspielen in der Schulmannschaft der präfekturbetriebenen Oberschule Saga-Ost (Saga-kenritsu Saga-Higashi kōtō-gakkō) sowie in der Universitätsmannschaft der privaten Yamanashi-Gakuin-Universität. Von Ende September 2021 bis Saisonende 2022 wurde er an den FC Machida Zelvia ausgeliehen. Der Verein aus Machida, einer Stadt in der Präfektur Tokio, spielte in der zweiten japanischen Liga. Sein Zweitligadebüt gab Yu Hirakawa am 20. Februar 2022 (1. Spieltag) im Heimspiel gegen den FC Ryūkyū. Hier wurde er in der 88. Minute für Taiki Hirato eingewechselt. Das Spiel endete 0:0. Während der Ausleihe bestritt er 17 Zweitligaspiele. Nach der Ausleihe wurde er von Zelvia am 1. Februar 2023 fest unter Vertrag genommen. Am Ende der Saison 2023 feierte er mit Machida die Zweitligameisterschaft sowie den Aufstieg in die erste Liga. Im Juli 2024 wechselte er auf Leihbasis zum englischen Zweitligisten Bristol City.

## Erfolge
FC Machida Zelvia
- Japanischer Zweitligameister: 2023  ▲